# بيترو أكاردي
بيترو أكاردي (بالإيطالية: Pietro Accardi)‏ (مواليد 12 سبتمبر 1982 في باليرمو - إيطاليا) لاعب كرة قدم إيطالي سابق، في مركز قلب الدفاع كما يجيد اللعب في مركز الظهير الأيسر.

## روابط خارجية
- بيترو أكاردي على موقع الاتحاد الأوربي (الإنجليزية)
- بيترو أكاردي على موقع إي إس بي إن إف سي (الإنجليزية)
- بيترو أكاردي على موقع قاعدة بيانات كرة القدم.إي يو (الإنجليزية)
- بيترو أكاردي على موقع Soccerway.com (الإنجليزية)
- بيترو أكاردي على موقع عالم كرة القدم.نت (الإنجليزية)
- بيترو أكاردي على موقع كووورة
- بيترو أكاردي على موقع AS.com (الإسبانية)